# Red Jacket
William Alexander „Sandy” Turkey lub Red Jacket (ur. 15 kwietnia 1879 w Six Nations Reserve) – kanadyjski zawodnik, uprawiający lacrosse, który na Letnich Igrzyskach Olimpijskich 1904 w Saint Louis wraz z kolegami z reprezentacji zdobył brązowy medal w grze drużynowej.
W turnieju wzięły udział trzy zespoły klubowe z Kanady i Stanów Zjednoczonych. Red Jacket reprezentował klub Mohawk Indians.